# Musica ribelle (Alessio)
Musica ribelle è il nono album di Alessio, pubblicato nel 2014.

## Tracce
1. Il mondo in una telefonata – 3:47 (Gianni Fiorellino, S. Viola)
2. Lasciami andare via – 3:27 (G. Carluccio)
3. Quando meno te lo aspetti – 4:01 (A. Casaburi, Gianni Fiorellino)
4. Si ce stisse – 4:27 (G. Carluccio)
5. Quanno me parlano e te – 4:00 (V. D'Agostino, Gianni Fiorellino, G. Carluccio)
6. Musica ribelle – 3:42 (Enzo Rossi)
7. Sotto il vestito niente – 4:13 (G. Carluccio)
8. Chi lassa vence sempe – 3:40 (Luca Barbato, R. Riera)
9. Dammi il tuo amore – 3:55 (F. Franzese, G. Carluccio)
10. un diavolo con una faccia d'angelo – 3:48 (v. d'agostino g.carluccio)
11. niente di più – 4:06 (enzo rossi)
12. quanto ti amo – 3:27 (g.carluccio)